# Пауколиярви
Пауколиярви — озеро на территории Юшкозерского сельского поселения Калевальского района Республики Карелии.

## Общие сведения
Площадь озера — 1,1 км². Располагается на высоте 87,6 метров над уровнем моря.
Форма озера продолговатая: оно вытянуто с севера на восток. Берега преимущественно заболоченные.
Через озеро протекает река Сопа, впадающая в озеро Кулянъярви, через которое протекает река Кемь.
Код объекта в государственном водном реестре — 02020000911102000005827.